# أرتور ريموفيتش يوسوبوف
أرتور ريموفيتش يوسوبوف (الروسية: Артур Римович Юсупов) (و. 1989  م) هو لاعب كرة قدم، من روسيا، ولد في سامارا، مركز لعبه هو لاعب وسط.

## وصلات خارجية
- أرتور ريموفيتش يوسوبوف على موقع الاتحاد الأوربي (الإنجليزية)
- أرتور ريموفيتش يوسوبوف على موقع قاعدة بيانات كرة القدم.إي يو (الإنجليزية)
- أرتور ريموفيتش يوسوبوف على موقع ليكيب (الفرنسية)
- أرتور ريموفيتش يوسوبوف على موقع ناشيونال فوتبول تيمز (الإنجليزية)
- أرتور ريموفيتش يوسوبوف على موقع Soccerway.com (الإنجليزية)
- أرتور ريموفيتش يوسوبوف على موقع عالم كرة القدم.نت (الإنجليزية)